# دعارة مقدسة

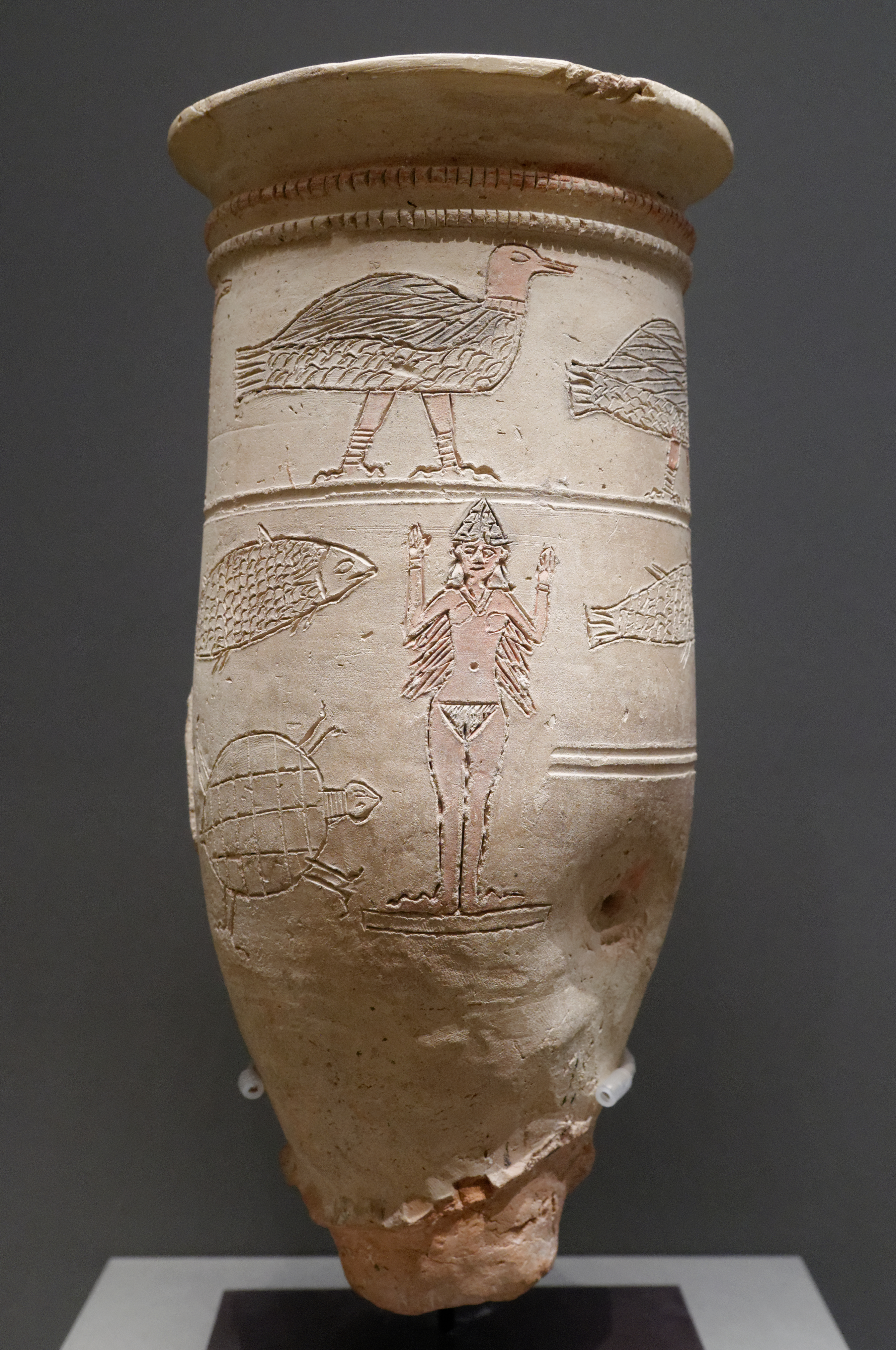

الدعارة المقدسة أو دعارة المعبد أو دعارة العقيدة أو الدعارة الدينية، كلها مصطلحات تشير إلى طقسٍ جنسي يتألف من الجماع ونشاطات جنسية أخرى تؤدى ضمن سياق العبادة الدينية، ربما كشكلٍ من طقوس الخصوبة أو نوعٍ من التزاوج الإلهي. يفضل بعض العلماء مصطلح «الجنس المقدس» أو «الطقوس الجنسية المقدسة» بدلاً من الدعارة، ولا سيما في الحالات التي لا تتطلب مبلغاً لقاء الخدمة الجنسية.

## الشرق الأدنى القديم
بنت مجتمعات الشرق الأدنى القديم، كتلك التي عاشت بين نهري دجلة والفرات، معابد أو «منازل السماء»، وكرستها لعددٍ من الآلهة. ويذكر المؤرخ هيرودوتس في القرن الخامس قبل الميلاد، بالإضافة إلى شهادات أخرى من العصر الهيلينستي والعصور القديمة المتأخرة، أن المجتمعات القديمة شجعت ممارسات طقوس الجنس المقدسة، وليس فقط في بابل أو قبرص، بل في جميع أنحاء الشرق الأدنى قديماً.
هناك مجموعة من الإشارات والدلائل، عرضها عالم الأنثروبولوجيا البريطاني جيمس فريزر في رائعته الأدبية «الغصن الذهبي» (1890-1915) ، يثبت فيها وجود هذه الممارسات، وكان ذلك العمل الأدبي نقطة انطلاق أجيال عديدة من المؤرخين والمنظرين. فرّق فريزر وهنريك بين نوعين رئيسيين من الشعائر الجنسية المقدسة: طقسٌ مؤقت للفتيات غير المتزوجات وطقس جنسي مؤبد. بنى فريزر نظرياته بالاعتماد على الأدباء في العصر القديم المتأخر (150 وحتى 500 ميلادي) وليس من العصر الكلاسيكي أو الهيلينستي. يجعلنا ذلك نتساءل إن كانت ظاهرة الدعارة المقدسة والطقوس الجنسية الدينية منتشرة في جميع أنحاء العالم القديم؟

### الزواج المقدس
بالرغم من الادعاءات السابقة، لا يوجد دليلٌ على ممارسة الدعارة المقدسة في حضارات الشرق الأدنى القديمة. لكن في القرن العشرين، كان العلماء والباحثون على يقين من وجود شكلٍ من أشكال طقوس الزواج المقدس بين الملك السومري وكاهنة معبد (إنانا)، و (إنانا) هي آلهة الحب والجنس والخصوبة والحرب لدى السومريين. لكن لا وجود لدليل حي يثبت حدوث تزاوج أو جماع. وذلك المعبد المكرس للآلهة (إنانا)، وهو معبد إيانا (والتي تعني بيت السماء) موجودٌ بين نهري دجلة والفرات في مدينة أوروك.
أما أسانتي، فترى أن مصطلح «الزواج المقدس» قد أُسيء فهمه، بالرغم من وجود بعض ممارسات الدعارة الدينية في معابد (إنانا) و (عشتار). افتُرض سابقاً أن الملك كان يجتمع مع الكاهنة العليا ليمثلوا اتحاداً بين (تموز) و (إنانا) (والتي دُعيت لاحقاً باسم عشتار). لكن لا شيء يؤكد حدوث هذا الاتحاد، بل ربما كان مجرد تعظيمٍ لصورة الملك: حيث كانت التراتيل تتغنى بعظمة ملوك الشرق الأوسط وتزاوجهم مع الآلهة (عشتار). وغالباً ما صورتهم كأبطال خارقين يقدمون الأضاحي ويحتفلون مع آله الشمس (أوتو) ويحصلون على تتويجٍ ملكي من الإله (أنو).
يعتقد المؤرخون المعاصرون أن المعابد احتوت سابقاً على كاهنات، لكن لا دليل على تقديمهن أي نوعٍ من الخدمات الجنسية.

### التناخ
يوجد في التناخ اليهودي كلمتين مختلفتين لوصف كلمة الدعارة، وهما «زونا» و«قادوشا». تعني كلمة «زونا» عاهرة، أو امرأة معيبة، بينما تعني الكلمة الثانية «مقدسة»، وهي من الجذر السامي «قَدِش» والذي يعني مقدس أو مخصص.
أشار الباحث ستيفن و. موراي إلى منع الكتاب المقدس للممارسات الجنسية، وتحديداً الـ «قادوشا». كما منعت ربط هذه الممارسة بالآلهة، وأي شكل آخر من أشكال العبادات البغيضة التي حرمها أتباع يهوه الحنفيون أو الأرثوذكس [18].

## العصر الهيلينستي والإغريق القدماء
كانت مدينة كورينث في بلاد الإغريق القديمة شهيرة بممارسة الدعارة المقدسة، حيث استُقدم عدد كبير من النساء لتقديم خدماتهن في معبد (أفروديت) خلال العصر الكلاسيكي. وعرف من الإغريقية مصطلح hierodoulos أو مصطلح hierodule، واللذان يعنيان «المرأة المقدسة». لكن المصطلحان يشيران على الأغلب إلى «العبد المعتوق والذي كرّس نفسه لخدمة الآلهة».
وفي العالم الذي استعمره الإغريق، عُرفت الدعارة المقدسة في جزيرة قبرص، وهي مستوطنة إغريقية منذ عام 1100 قبل الميلاد، وفي جزيرة صقلية أيضاً التي استعمرها الإغريق سنة 750 قبل الميلاد.

## روما القديمة والعصور القديمة المتأخرة
قام الإمبراطور الروماني قسطنطين بإغلاق عددٍ ممن المعابد المكرسة لآلهة الحب والجمال (فينوس)، وعدد من المعابد المكرسة لآلهة أخرى في القرن الرابع ميلادي، وذلك وفقاً لكتابات المؤرخ المسيحي يوسابيوس القيصري، والذي تحدّث عن هذه الحملة على الوثنية بفخر شديد.
وادعى يوسابيوس القيصري أن مدناً فينيقية كبعلبك (أو هيليبوليس عند الرومان) وأفقا لا زالت تمارس الدعارة الدينية، واستمر الوضع كذلك حتى وضع الإمبراطور قسطنطين حداً لهذا الطقس في القرن الرابع ميلادي.